# Clauso
Clauso è un personaggio dell'Eneide di Virgilio.

## Il mito
Nel poema Clauso è il principe e condottiero dei Sabini, popolo italico che appoggia Turno re dei Rutuli in lotta contro i troiani di Enea sbarcati in Lazio. Virgilio lo dice giovane, bello e valoroso. Clauso è citato per la prima volta nel settimo libro del poema, in occasione del catalogo italico, dove si parla di lui anche come futuro capostipite della gens Claudia. Nel libro decimo il poeta celebra la sua impresa più significativa, l'uccisione del forte guerriero troiano Driope; il poeta accenna poi ad altre sei vittime di Clauso, senza nominarle: tre giovani traci discendenti di Borea, e tre fratelli provenienti da Ismara (dunque Ciconi), figli di un certo Ida.

## Interpretazione e realtà storica
Quando Virgilio compose il suo poema, la gens Claudia stava per fondersi con quella Giulia, cui apparteneva Ottaviano Augusto.